# Lethocerus annulipes
Lethocerus annulipes är en insektsart som först beskrevs av Herrich-schaeffer 1845.  Lethocerus annulipes ingår i släktet Lethocerus och familjen Belostomatidae. Inga underarter finns listade i Catalogue of Life.